# Robert Calvo
Robert Calvo – trener piłkarski z Vanuatu.

## Kariera trenerska
Od 2007 do 2008 prowadził narodową reprezentację Vanuatu.